# Vem äger zebran?
Vem äger zebran? är ett logikspel som ursprungligen publicerades i tidskriften Life International den 17 december 1962. Grundantagandet är fem hus (och deras ägare) som står på rad har olika värden på fem olika egenskaper (i originalet färg, nationalitet, favoritdryck, rökvanor och husdjur), och uppgiften är att med hjälp av ett antal påståenden räkna ut vilka hus som har vilka egenskaper. Formellt kan problemet beskrivas som fem permutationer av fem objekt vardera och ett regelsystem som anger index-baserade relationer mellan permutationerna.
Problemet kallas ibland Einsteins gåta då det påstås vara uppfunnet av Albert Einstein när denne var liten. Det finns dock inga belägg för att så skulle vara fallet. Det sägs även att Einstein skulle ha sagt att endast två procent av alla människor kan lösa den här typen av problem. Inte heller för detta påstående finns något belägg.
Nedan följer en översättning av detta problem.

## Problemet
1. Det finns fem hus.
2. Engelsmannen bor i det röda huset.
3. Spanjoren äger hunden.
4. I det gröna huset dricks kaffe.
5. Ukrainaren dricker te.
6. Det gröna huset ligger omedelbart till höger om det elfenbensvita huset.
7. Den som röker Old Gold äger sniglar.
8. I det gula huset röker man Kool.
9. I det mellersta huset dricker man mjölk.
10. Norrmannen bor i det första huset.
11. Mannen som röker Chesterfield bor intill mannen som har räven.
12. Kool röks bredvid huset där man håller häst.
13. Lucky Strike-rökaren dricker apelsinjuice.
14. Japanen röker Parliament.
15. Norrmannen bor intill det blå huset.

Frågorna: Vem dricker vatten? Vem äger zebran?
Följande förutsättningar gäller:
- De fem husen ligger i en rad, har var sin färg och bebos av människor från fem olika länder.
- Husets invånare röker var sitt cigarrettmärke, föredrar var sin dryck, och inget hus innehåller mer än en art av husdjur.

## Lösningen
| Hus          | 1       | 2            | 3         | 4             | 5          |
| ------------ | ------- | ------------ | --------- | ------------- | ---------- |
| Färg         | Gult    | Blått        | Rött      | Elfenbensvitt | Grönt      |
| Nationalitet | Norrman | Ukrainare    | Engelsman | Spanjor       | Japan      |
| Dryck        | Vatten  | Te           | Mjölk     | Apelsinjuice  | Kaffe      |
| Cigaretter   | Kools   | Chesterfield | Old Gold  | Lucky Strike  | Parliament |
| Djur         | Räv     | Häst         | Sniglar   | Hund          | Zebra      |

Lösningen utgår från antagandet att det finns en art av husdjur i vart och ett av husen och att samtliga husägare dricker någonting, men detta nämns inte i ursprungproblemet. Det skulle teoretiskt alltså kunna vara så att det inte finns någon zebra och att ingen dricker vatten.
Det bästa sättet att lösa den här typen av problem är att skapa ett "logiskt rutnät" där man för in de olika uppgifterna. Resultatet blir att man får en plats ledig för "vatten" och en för "husdjur".
Det här exemplet visar ett rutnät där uppgifterna förs in i en enkel tabell. Den lämpar sig för relativt enkla problem av den här typen. Skall man lösa svårare problem kan man ha nytta av mer avancerade rutnät som gör det möjligt att föra in korsreferenser mellan de olika egenskaperna.